# Saint-André-de-Rosans
Saint-André-de-Rosans é uma comuna francesa na região administrativa da Provença-Alpes-Costa Azul, no departamento de Altos-Alpes. Estende-se por uma área de 36,61 km². Em 2010 a comuna tinha 154 habitantes (densidade: 4,2 hab./km²).